# Knooppunt Vlaardingen
Knooppunt Vlaardingen is een knooppunt in Nederland, gelegen in de provincie Zuid-Holland, bij Vlaardingen. Hier sluit de A24 op de A20 . Het knooppunt is vormgegeven als een half-sterknooppunt. Het knooppunt werd op 7 december 2024 geopend met de opening van de A24 (Blankenburgverbinding). 

## Richtingen knooppunt
| Aansluitende wegen             | Aansluitende wegen                       | Aansluitende wegen | Aansluitende wegen | Aansluitende wegen |
| ------------------------------ | ---------------------------------------- | ------------------ | ------------------ | ------------------ |
|                                |                                          |                    |                    |                    |
|                                |                                          |                    |                    |                    |
| richting Maassluis / Naaldwijk | richting Vlaardingen / Rotterdam / Gouda |                    |                    |                    |
|                                |                                          |                    |                    |                    |
| richting Rozenburg             |                                          |                    |                    |                    |

## Naamgeving
De oorspronkelijke werknaam die in de RWS-Doelenstrategie was opgenomen, was "Maeslant". Deze naam was een directe afgeleide van de naam van de waterkering in de Nieuwe Waterweg en refereerde aan het naburige Maasland. Uiteindelijk is er gekozen om de naam "Vlaardingen" te gaan gebruiken voor het knooppunt, naar de naastgelegen stad. De gemeente Vlaardingen zelf had de wens om de naam 'Flardingaplein' te gebruiken.

## Configuratie
Het knooppunt is vormgegeven als een half-sterknooppunt, waarbij de A20 via een TOTSO verloopt, men moet dan afslaan om de A20 te volgen. De doorgaande verbinding op het knooppunt loopt vanaf Rotterdam richting Europoort met 2x3 rijstroken op de aansluitende wegvakken, maar 2x2 rijstroken door het knooppunt zelf. De ontwerpsnelheid van het knooppunt bedraagt 80 km/h. De A20 naar Hoek van Holland sluit er met directe verbindingsbogen op aan. Het knooppunt ligt naast de Krabbeplas, ongeveer halverwege de aansluitingen Vlaardingen-West en Maassluis. De verzorgingsplaats Aalkeet is voor de bouw van het knooppunt opgeheven.
Almere · Amstel · Arnestein · Assen · Azelo · Badhoevedorp · Bankhoef · Batadorp · Beekbergen · Benelux · Beverwijk · Bodegraven ·  Boterdiep ·  Buren · Burgerveen · Coenplein · De Baars · De Hoek · De Hogt · De Nieuwe Meer · De Poel · De Punt · De Stok · Deil · Diemen · Drachten · Drie Klauwen · Eemnes · Ekkersweijer · Emmeloord · Empel · Euvelgunne · Everdingen · Ewijk · Galder · Gooimeer · Gorinchem · Gouwe · Grijsoord · Hattemerbroek · Heerenveen · Hellegatsplein · Het Vonderen · Hintham · Hoevelaken · Hofvliet · Holendrecht · Holsloot · Hoogeveen · Hooipolder · IJmuiden (niet officieel) · Joure · Julianaplein · Kerensheide · Kethelplein · Klaverpolder · Kleinpolderplein · Kooimeer · Kruisdonk · Kunderberg · Lankhorst · Leenderheide · Lunetten · Maanderbroek · Markiezaat · Muiderberg · Neerbosch · Noordhoek · Ommedijk · Oud-Dijk · Oudenrijn · Paalgraven · Princeville · Prins Clausplein · Raasdorp ·  Reitdiep ·  Ressen · Ridderkerk · Rijkevoort · Rijnsweerd · Rottepolderplein · Rozenburg · Sabina · Sint-Annabosch · Stelleplas · Slufter · Ten Esschen · Terbregseplein · Tiglia · Vaanplein · Valburg · Velperbroek · Velsen · Vlaardingen · Vrijheidsplein · Vught · Waterberg · Watergraafsmeer · Werpsterhoek · Westerlee · Ypenburg · Zaandam · Zaarderheiken · Zonzeel · Zoomland · Zuidbroek · Zurich

Geplande knooppunten:
De Liemers · Harnasch · Zestienhoven

Voormalige knooppunten:
Bocholtz · Ekkersrijt · Europaplein (Groningen) · Europaplein (Maastricht) · Lindenholt